# Petrocrania
Genre
Synonymes
- Philhedrella Kozlowski, 1929[1]

Petrocrania est un genre éteint de brachiopodes de la famille des Craniidae.

## Liste d'espèces
Selon Paleobiology Database (19 mars 2021) :
- † Petrocrania diabloensis Cooper & Grant, 1974
- † Petrocrania dubia Williams, 1974
- † Petrocrania exasperata Cooper & Grant, 1974
- † Petrocrania meduanensis Oehlert, 1888
- † Petrocrania modesta White and St. John, 1867
- † Petrocrania mullochensis Reed, 1917
- † Petrocrania ourayensi Kindle, 1909
- † Petrocrania prona Raymond, 1906
- † Petrocrania scabiosa Hall, 1866
- † Petrocrania septifera Cooper & Grant, 1974
- † Petrocrania teretis Cooper & Grant, 1974